# Полонія (Вільнюс)
«Полонія» (лит. FK Polonija Vilnius/пол. Klub Sportowy Polonia Wilno) — професіональний литовський футбольний клуб з міста Вільнюс.

## Хронологія назв
- 1990-1993: «Полонія» (Вільнюс)
- 1994: «Полонія-Януш» (Вільнюс)
- 1995-1998: «Полонія» (Вільнюс)
- 1999: «Ардена» (Вільнюс)
- з 2000: «Полонія» (Вільнюс)

## Історія
Починаючи з 1910-их років у литовських клубах виступала значна кількість футболістів польського походження. В багатьох клубах вони відігравали провідну роль. Інколи такі клуби як «Железніс вілкас», «Жальгіріс-2» та «Локомотівас» (усі вони представляли Вільнюс) вважаються попередниками «Полонії», проте це твердження є помилковим. Незважаючи на те, що в складі вище вказаних команд виступало багато гравців польського походження, ці клуби все ж мають окремішню історію. СК «Полонія» була заснована в 1951 році представниками польської меншості в Литві. Проте незабаром команда занепала й припинила виступи. 18 березня 1990 року його було відроджено під назвою «Спортивний клуб поляків Литви „Полонія“». Першим президентом став Януш Ящанин. Пізніше до назви клубу було додано «Вільнюс», оскільки литовська влада заборонила використовувати назву всієї країни. У сезоні 1993/94 років «Полонія» об'єдналася з командою «Андас» (Вільнюс).
У 1996 році команда вийшла до Ліги 2 У 1999 році головна команда клубу виступала під назвою «Ардена», а її фарм-клуб — «Полонія». Того ж року перша команда клубу дебютувала в вищому дивізіоні литовського чемпіонату. У 2000 році клуб повернув собі назву «Полонія». У період з 2001 по 2005 рік виступала в Лізі 1, де протягом цього часу двічі ставала чемпіоном. Однак в обох випадках продовжувала виступи в турнірі, оскільки в ті сезони відбувалося скорочення кількості команд-учасниць вищого дивізіону чемпіонату Литви. По завершенні сезону 2005 року Литовська футбольна федерація не видала «Полонії» ліцензію на участь у Лізі I. З 2006 року перша команда клубу виступала в зоні «Вільнюс» Ліги 3, а з 2011 року — в Лізі 2. На чолі з Віктором Филиповичем «поляки» зайняли перше місце й здобули путівку до Вищого дивізіону. Вдалим для вільнюського клубу виявився й сезон у кубку Литви, в якому він дійшов до 1/8 фіналу. У сезоні 2012 року «Полонія» виступала в Лізі 1, за підсумками якої посіла 5-те місце. У кубку Литви того сезону дійшла до 1/16 фіналу. 13 жовтня 2012 року на запрошення варшавських уболівальників Варшаві зіграли товариський матч проти місцевих одноклубників. Наступного сезону клуб опинився на межі банкрутства. 
Зрештою, 9 квітня 2014 року футбольна команда «Полонії» (Вільнюс) була відсторонена від участі в футбольних змаганнях Ліги 1, а це фактично означало розформування команди. Причиною цього стали фінансові проблеми.

## Досягнення

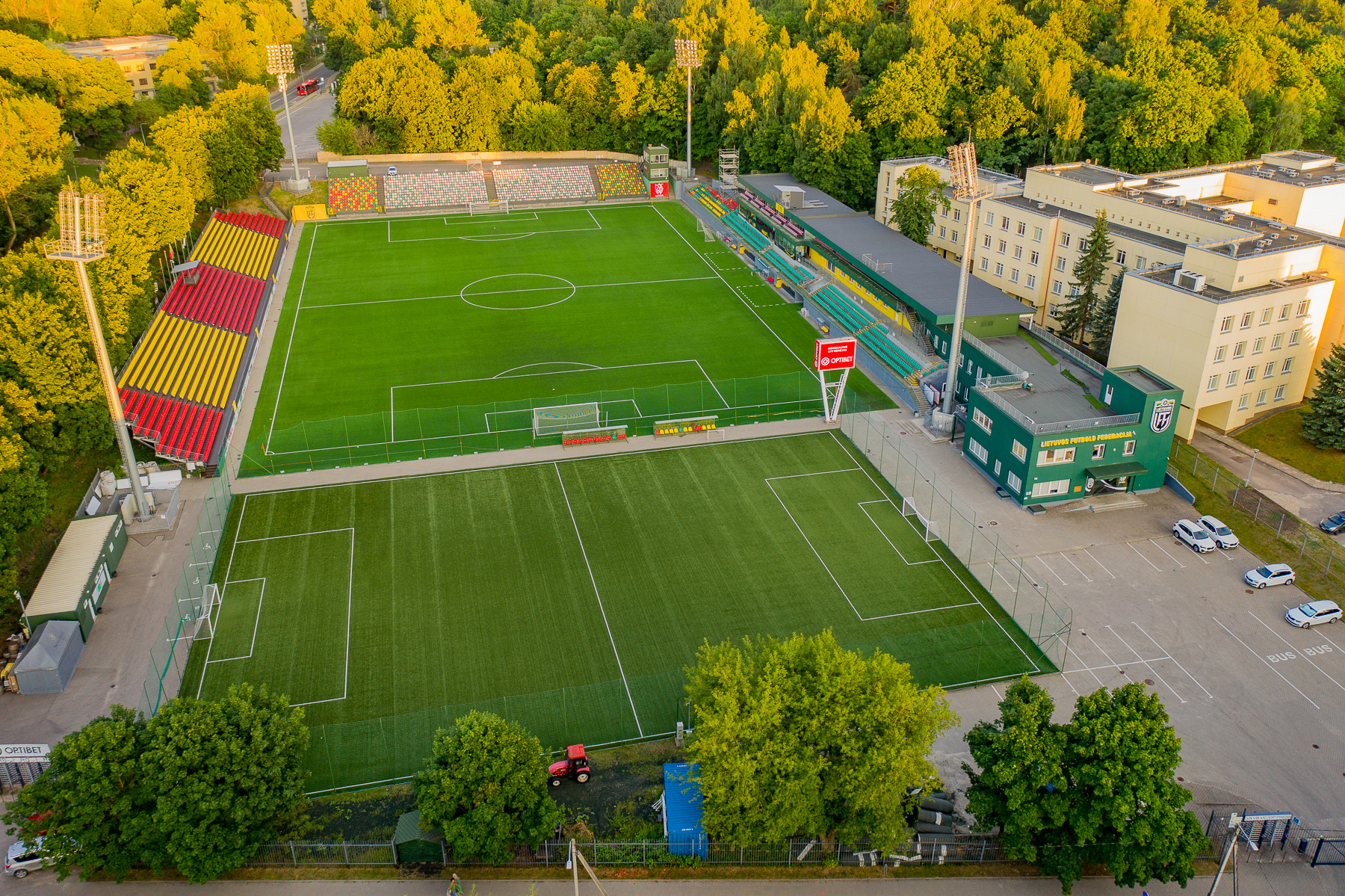
Стадіон ЛФФ, на якому «Полонія» проводила свої домашні поєдинки

- Ліга 1
  - 5-те місце (1): 2012/13

- Ліга 2
  -  Чемпіон (2): 2001/02, 2003
  -  Срібний призер (1): 2002/03

- Ліга 3
  -  Срібний призер (2): 1992/93 (зона «Ритаї»), 1995/96

- Ліга 4 (зона «Вільнюс»)
  -  Бронзовий призер (1): 2009/10

- Кубок Литви
  - 1/8 фіналу (1): 2011/12

## Стадіон
«Полонія» не мала власного стадіону, тому свої домашні поєдинки проводила на Стадіоні ЛФФ (старий стадіон ФК «Ветра»), який має 5422 сидячих місць. Іноді вільнюський клуб також виступав на стадіонах «Жальгіріс» (довоєнний стадіон «Пйоромце», на якому виступали вільеюські «Погонь» та «Огниско») чи «Кальну» (довоєнний стадіон у парку Альтарія, яким користувався ТС «Вілія»). 

## Відомі гравці
- Маріус Рапаліс
- Андрюс Бразаускас